# Теоберт Малер
Теоберт Малер (на немски: Teobert(o) Maler) е немско-австрийски изследовател, архитект, инженер и фотограф. Известен с проучванията си на руините на цивилизацията на маите.

## Биография
Роден в Рим като син на немски дипломат, учи архитектура и строително инженерство. През 1864 година получава австрийско гражданство и заминава с австрийския пионерски корпус към Мексико. Там взима участие в битките за трона на Мексико на Максимилиан I.
Любовта му към Мексико обаче го кара да остане в тази страна и дори да приеме името Теоберто. Там изучава езиците на тотонаките и сапотеките и запаметява пътешествията си с фотографии и записки. През 1877 година случайно открива град Паленке. Юридически проблеми свързани с родителите му го карат да се завърне в Европа, където прекарва няколко години в Париж изучавайки средноамериканските цивилизации. След това се завръща в Тикул, Юкатан и се отдава изцяло на своите изследвания като близо десет години изследва Юкатан и Гватемала. През 1898 година сътрудничеството му с Пибоди Мюзеъм в Харвард му дава възможност да осъществи многобройни експедиции.
По време на своите пътувания открива голямо количество руини от цивилизацията на маите, които документира. Той посвещава живота си на изучаването на тези руини, а много от неговите фотгографии и снимки днес са от изключителна важност, защото много от тези обекти вече са разрушени.
Публикува научни томове до 1912 година, но голяма част от трудовете са издадени след смъртта му. Умира през 1917 година в Мерида като прекарва последните си години продавайки снимки на туристите.